# The Animal Song
"The Animal Song" é um single da banda australiana Savage Garden, lançado como trilha sonora do filme Simples Como Amar, com Juliette Lewis.

## Lançamento
O single foi lançado mundialmente em 1999 e converteu-se em um dos maiores sucessos da banda, sendo posteriormente incluído em seu segundo álbum Affirmation.
O videoclipe da faixa foi gravado no Califórnia e mostra a dupla de músicos em uma tradicional parada norte-americana, mesclando com imagens do filme, no qual também há uma parada ao final. Curiosamente, foi primeiro videoclipe da banda no qual o vocalista Darren Hayes aparece sorrindo.

## CD Single
- Reino Unido CD1

1. "The Animal Song" (radio version) – 3:42
2. "Carry on Dancing" (Ultraviolet Mix) – 6:44
3. "The Animal Song" (instrumental) – 4:17

- Reino Unido CD2

1. "The Animal Song" – 4:39
2. "All Around Me" – 4:11
3. "Break Me Shake Me" (Broken Mix) – 4:18

- Estados Unidos

1. "The Animal Song" – 4:39
2. "Santa Monica" (Bittersweet Remix) – 5:00

- Austrália

1. "The Animal Song" – 4:39
2. "The Animal Song" (radio version) – 3:42
3. "Santa Monica" (Bittersweet Remix) – 5:00

- Europa

1. "The Animal Song" (radio version) – 3:42
2. "Carry on Dancing" (Ultraviolet Mix) – 6:44
3. "The Animal Song" (instrumental) – 4:17
4. "All Around Me" – 4:11
5. "Break Me Shake Me" (Broken Mix) – 4:18

- Japão

1. "The Animal Song" – 4:39
2. "The Animal Song" (radio version) – 3:42
3. "The Animal Song" (7" vocal mix) – 4:21
4. "The Animal Song" (instrumental) – 4:42
5. "The Animal Song" (a cappella) – 3:46

## Paradas
| Chart                   | Posição |
| ----------------------- | ------- |
| Canadian Singles Chart  | 1       |
| Australia Singles Chart | 3       |
| Nova Zelândia Chart     | 3       |
| Suécia Singles Chart    | 3       |
| Holanda Top 50          | 48      |
| Noruega VG-lista        | 12      |
| UK Singles Chart        | 16      |
| Billboard Hot 100       | 19      |